# Пникс
Пникс (на старогръцки: Πνὐξ, на гръцки: Πνύκα) е малък и нисък скалист хълм в центъра на Атина, разположен недалеч от западния склон на Акропола. Започвайки през 507 г. пр.н.е., на него се провеждали народните събрания на атинските граждани – еклесия, първият демократичен орган в историята на човечеството.

## История
Всички граждани на Древна Атина са се събирали на Пникс. На събранията обикновено са присъствали 5 – 6 хиляди граждани, но ако е имало за решаване на въпроси от голямо значение, можело да се съберат и до 15 хиляди. Името (Πνὐξ) в превод от древногръцки означава „смачкване“. Понеже площадката можела да побере само 10 хиляди души, оттам произлиза и името на хълма. От трибуната на Пникс, която е оцеляла и до наши дни, са говорили всички най-известни старогръцки оратори, сред които Перикъл, Темистокъл, Аристид, Никий, Алкивиад. Именно оттук Демостен критикува цар Филип II Македонски в своите „Филипики“.
Пникс е символ на демократичния принцип на „isigoria“ (др.гръц. ισηγορία), което означава равни права на всички граждани да определят политиката. Председателят е откривал всяка среща, обръщайки се към гражданите с въпрос: „Кой иска да говори?“ Двата други принципа на атинската демокрация били „исономия“ (др.гръц. ισονομία) – равенството на всички граждани пред закона, и „исополития“ (др.гръц. ισοπολιτεία) – общ равен глас и право на избор. След построяването на Театър на Дионис на югоизточния склон на Акропола, народното събрание се премества там.
На източния склон на Пникс има няколко пещери, в които се намира „Затворът на Сократ“.